# Oh Song-suk
Oh Song-suk (* 2. September 1977) ist eine nordkoreanische Marathonläuferin.
Nachdem sie beim Pjöngjang-Marathon 2000 Vierte und 2002 (mit ihrer persönlichen Bestzeit von 2:31:14 h) sowie 2003 Fünfte geworden war, siegte sie 2004 bei diesem Rennen in 2:36:10. Im selben Jahr wurde sie Achte beim Peking-Marathon.
2005 wurde sie Zweite in Pjöngjang und kam beim Marathon der Leichtathletik-Weltmeisterschaften in Helsinki auf Platz 23.